# 紐可門蒸汽機

紐可門蒸汽機示意图
蒸汽（粉红色）、水（蓝色）
阀门打开（绿色），阀门关闭（红色）

紐可門蒸汽機是由湯瑪斯·紐科門於1712年发明的蒸汽機。它是第一个利用蒸汽产生机械功的实用设备。紐可門蒸汽機很快推廣至英国和欧洲，人們从矿井中抽水時會用到紐可門蒸汽機。18世纪，人們建造了数百台紐可門蒸汽機 。
詹姆斯·瓦特后来發明的瓦特蒸汽機是紐可門蒸汽機的改进版本，瓦特蒸汽機的燃油效率相較於紐可門蒸汽機大约翻了一倍，於是很多蒸汽機採用詹姆斯·瓦特的設計方案。因此在蒸汽机的起源方面，詹姆斯·瓦特比湯瑪斯·紐科門更为人所知。